# Teucholabis (Teucholabis) pleuralis
Teucholabis (Teucholabis) pleuralis is een tweevleugelige uit de familie steltmuggen (Limoniidae). De soort komt voor in het Neotropisch gebied.